# Otto Jaap
Otto Jaap (* 4. Juni 1864 in Triglitz; † 14. März 1922 ebenda) war ein deutscher Lehrer, Botaniker und Insektenkundler.

## Leben
Jaap wurde als Sohn eines Landwirtes und Gemeindevorstehers im brandenburgischen Triglitz geboren. Nach dem Besuch der Dorfschule kam er mit 12 Jahren auf die Städtische Mittelschule in Pritzwalk. Der dortige Rektor, bei welchem er in Pension war, führte ihn an die Botanik heran. Danach besuchte er das Lehrerseminar in Kyritz, wo er 1884 die Lehrerprüfung bestand. Zunächst wirkte er in Jacobsdorf als Lehrer, ab 1887 an der Mädchenschule in der Rosenallee in Hamburg.
1912 ist Jaap wegen eines Herzleidens in den vorzeitigen Ruhestand versetzt worden. Dann widmete er sich ganz der Botanik, besonders den Pilzen, Moosen und Flechten. 1903 gab er die Fungi selecti exsiccati heraus, 1907 kamen die Myxomycetes ecsiccati hinzu, beides sogenannte Exsiccatenwerke. 1914 bereiste er Dalmatien und Istrien.
Zuletzt bearbeitete er auch die Pflanzengallen, für welche ihn der Zoologe Ewald Heinrich Rübsaamen begeisterte. Jaap beschrieb mehrere neue Pflanzengallen; und nach ihm wurden die Gallmücken-Gattungen Jaapiella und Jaapiola benannt.
Mit der Herausgabe einer Gleichflügler-Sammlung vorrangig aus der Provinz Brandenburg regte er die dortige Insektenforschung maßgeblich an. Nach Jaap ist die Pilzgattung Jaapia sowie eine gleichnamige Gleichflüglergattung benannt.

## Schriften
- Die Gefäßpflanzenflora der Insel Sylt. In: Allgemeine Botanische Zeitschrift. 4/1898.
- Verzeichniss der bei Triglitz in der Prignitz beobachteten Flechten. In: Verhandlungen des Botanischen Vereins in der Provinz Brandenburg. 44/1902.
- Verzeichniss der bei Triglitz in der Prignitz beobachteten Cocciden. In: Verhandlungen des Botanischen Vereins in der Provinz Brandenburg. 56/1914.
- Beiträge zur Kenntnis der Zoocecidien Oberbayerns. In: Verhandlungen des Botanischen Vereins in der Provinz Brandenburg. 61/1919.